# 清元梅吉 (4代目)
四世清元 梅吉（きよもと うめきち、1932年（昭和7年）8月7日 - 2023年（令和5年）1月20日）は、清元節三味線方・作曲家。清元流二代家元。前名は清元清之介、清元梅太郎。松原奏風の名で自身が起こした新邦楽『奏風楽』の演奏・作曲も行い、東明節では東明吟清、荻江節では荻江友次郎の名も持つ。重要無形文化財保持者（人間国宝）。

## 家系
祖父は二世清元寿兵衛（三世梅吉）、祖母は初世清元紫葉。父は三世梅吉の高弟である初世清元梅寿太夫、母は二世清元寿兵衛の養女静江（清元梅吉枝）、妹は清元梅千寿、叔父は初世清元登志寿太夫、従兄弟は二世清元梅寿太夫、二世清元紫葉。
曽祖母は四世清元延寿太夫の娘はるで、本来清元宗家の純粋な血縁であったが、二世寿兵衛には実子が無かったためその血筋はここで絶え、四世梅吉と血縁上の繋がりは無い。

## 略歴
本名松原清之介。
- 1932年（昭和7年） - 東京に生まれる。
- 1946年（昭和21年） - 清元清之介の名でNHKにて父梅寿太夫、祖父先代梅吉と共に「鳥羽絵」にて上調子として放送初出演。
- 1946年（昭和21年） - 父の前名である梅太郎を襲名し、京都南座において「侠客春雨傘」「お祭り」にて歌舞伎興行に初出演。
- 1949年（昭和24年） - 東明節を二世東明柳舟に学び、東明吟清を名乗る。ビクターレコードで約50曲を収録。
- 1950年（昭和25年） - 三越歌舞伎「双面」にて立三味線。
- 1954年（昭和29年） - 舞踊家吾妻徳穂が主宰した海外公演「アヅマカブキ」に同行出演。約6ヶ月間アメリカ各地を巡演。
- 1955年（昭和30年） - 歌舞伎座において四世梅吉を襲名。三世であった祖父は同時に二世寿兵衛を襲名。
- 1955年（昭和30年） - 東京柳橋組合の専属師匠となる（現在は閉鎖）。
- 1956年（昭和31年） - 田中青磁の命名により新邦楽「奏風楽」を創立。（詳細については後述）
- 1957年（昭和32年） - 東京赤坂組合の専属師匠となる。
- 1959年（昭和34年） - 三世今藤長十郎との共同作曲「しづかな流」で芸術祭文部大臣賞受賞。
- 1959年（昭和34年） - 大阪南花街組合の専属師匠となる（現在は閉鎖）。
- 1962年（昭和37年） - ビクターレコードと専属契約。
- 1962年（昭和37年） - 京都上七軒組合の専属師匠となる。
- 1964年（昭和39年） - 三世今藤長十郎、四世藤舎呂船、常磐津文字兵衛（現常磐津英寿）と創作邦楽研究会を創立。
- 1966年（昭和41年） - 荻江節宗家荻江露友より荻江友次郎の名を許される。
- 1967年（昭和42年） - 祖父二世寿兵衛の死去により、清元流二世家元を継承。
- 1968年（昭和43年） - 清元清梅会を国立劇場で開催（現在清梅会は休止中）。
- 1969年（昭和44年） - 博多券番の専属師匠となる（現在は退任）。
- 1971年（昭和46年） - 博多清梅会を創会。現在に至る。
- 1981年（昭和56年） - 東京芸術大学邦楽部に清元科が新設され、初代講師（非常勤）に就任。(2年間)
- 1995年（平成7年） - 京都八坂女紅場学園の専属師匠となる。
- 1995年（平成7年） - 京都古都梅会を創会。
- 2000年（平成12年） - 祖父の代で休止していた「清元研究会」を復活。
- 2007年（平成19年） - 伝統文化ポーラ賞優秀賞受賞。
- 2010年（平成22年）8月24日 - NHKエンタープライズ主催、「芸の真髄シリーズ第四回　清元～清き流れ　ひと元に～」で、88年振りに清元流宗家清元延寿太夫 (七世)と共演。二人の曾祖父（五世清元延寿太夫と二世清元梅吉）が初演した「隅田川」を国立劇場で共演披露する。
- 2011年（平成23年） - 清元協会の二派合流により副会長に就任。
- 2013年（平成25年）9月26日 - 重要無形文化財保持者（人間国宝）に認定される。梅派からの認定は祖父の寿兵衛没後以来47年振りである。
- 2015年（平成27年） - 春の叙勲で旭日小綬章受章[1]。
- 2023年（令和5年）1月20日 - 老衰のため東京都内の自宅で死去[2][3]。90歳没。叙従五位[4]。

## 人物とその周辺
幼少期より祖父二世寿兵衛に厳しい教えを受け、早くから天才少年の名をほしいままにした。
10代から歌舞伎興行に出演してその技術を磨き、その重厚且つ華麗な撥さばき、解釈に優れた演奏で、かつての清元節三味線の名人清元榮壽郎をして他派でありながら「あの子は将来大物になるよ」と言わしめ、清元にはうるさかった舞踊家二世西川鯉三郎には「梅吉さんは憎らしいほど上手い」と大絶賛された。
54歳の頃、三味線方の職業病ともいえる腱鞘炎になりかけ、医師の「演奏の機会を間引くように」とのアドバイスに従ったため悪化は免れたが、その時期より演奏の機会は著しく減少した。
歌舞伎興行には流儀として1977年（昭和52年）頃を最後に出演しなくなり、以後は舞踊会や素浄瑠璃の演奏会を主な演奏活動の場とし古典はもちろん、自身の作品、祖父の作品を演奏しその継承に努めた。
また、演奏のみならず祖父譲りの才能で作曲に優れ、清元はもとより自身が創始した奏風楽、小唄、新邦楽など作曲数は舞踊曲が約80曲、小唄が150曲など多数に及び、舞踊台本の解釈が早く、しかも的確であるため舞踊作家、舞踊家、振付師の信頼も厚く、作曲の依頼が絶えなかった。
かつては20代で東明節の三味線方としても活躍し絶大なる評価も得たが、師である東明柳舟の没後は「意に適う歌い手に出会わないから」という理由で演奏活動を休止するなどこだわりの人でもある。
指導者として後進の育成にも活躍し、花柳界では東京赤坂、京都上七軒、京都女紅場学園などで舞妓・芸妓の指導にあたり、また一般愛好者の指導、プロの演奏家の養成も行っていた。

## 参考資料
邦楽と舞踊　邦楽社　2008年